# Heikki Tuominen (ämbetsman)

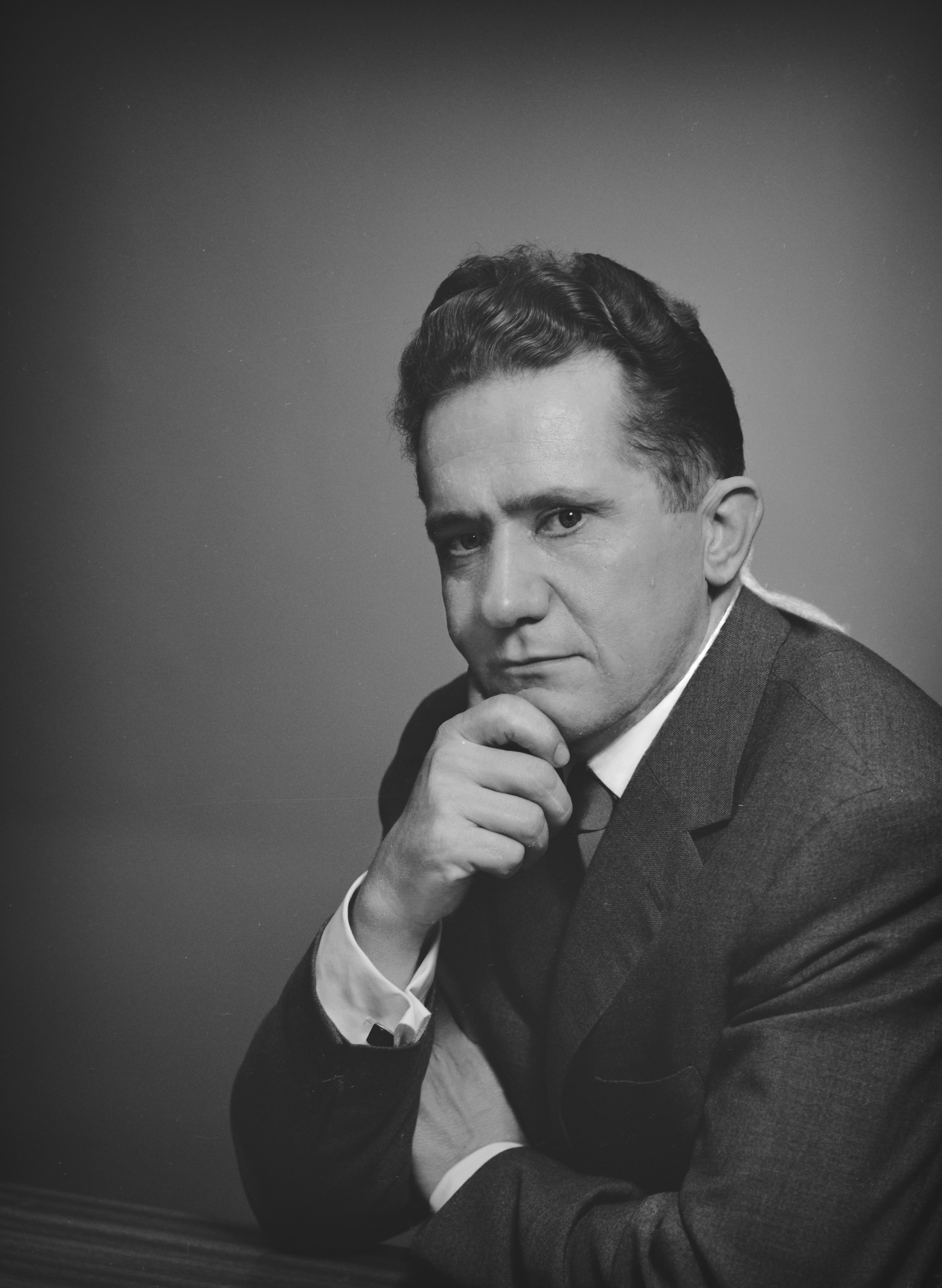
Heikki Tuominen år 1964.

Heikki Aukusti Tuominen, född 5 december 1920 i Bjärnå, död 21 juli 2010 i Helsingfors, var en finländsk ämbetsman. 
Tuominen blev student 1939, avlade högre rättsexamen 1949 och blev vicehäradshövding 1954. Han gjorde karriär inom finansministeriet och var generaldirektör för Postbanken 1968–1988. Han var därtill ett flertal gånger medlem av statsrådet; andre finansminister 1963–1964, inrikesminister 1972–1975 (innehade denna post även i Teuvo Auras andra tjänstemannaregering 1971–1972), finansminister 1975.